# Jamie Shillcock
Pas d'image ? Cliquez ici

a Compétitions nationales et continentales officielles uniquement.

b Matchs officiels uniquement.
Dernière mise à jour le 29 décembre 2024.
Jamie Shillcock, né le 1er août 1997 à Coventry (Angleterre), est un joueur anglais de rugby à XV jouant aux postes de demi d'ouverture ou d'arrière avec les Leicester Tigers.

## Biographie
Pendant la saison 2014-2015, Jamie Shillcock fait ses débuts professionnels avec les Worcester Warriors à l'âge de 17 ans contre les London Scottish en Championnat d'Angleterre de rugby à XV de 2e division, lors des demi-finales de la compétition. Il devient alors le plus jeune joueur à participer aux phases finales de ce championnat. Son équipe remporte ensuite le titre et monte en première division.
En 2018, il prolonge son contrat avec les Worcester Warriors de deux ans ans.
En 2022, à la suite du redressement judiciaire du club, son contrat avec les Worcester Warriors se termine. Avec son coéquipier Billy Searle, il s'engage alors à Bath Rugby, où il signe un contrat court terme.
Il rejoint ensuite les Mitsubishi Sagamihara Dynaboars pour la saison 2022-2023 du Championnat du Japon.
À partir de la saison 2023-2024, il rejoint les Leicester Tigers.
Au mois de février 2024, il marque neuf points avec l'Angleterre A (équipe d'Angleterre réserve) durant une victoire 91 à 5 contre le Portugal. À la fin de la saison 2024-2025, il perd la finale du championnat d'Angleterre face à Bath Rugby sur le score de 23 à 21.
À partir de la saison 2025-2026, il rejoint le CA Brive.

## Palmarès
- Worcester Warriors
  - Vainqueur du  Championnat d'Angleterre de 2e division en 2015
- Leicester Tigers
  - Finaliste du Championnat d'Angleterre en 2025.